# هفت باد
هفت باد (روسی: На семи ветрах) یک فیلم در سبک درام و محصول کشور اتحاد جماهیر شوروی به کارگردانی استانیسلاو راستوتسکی است که در سال ۱۹۶۲ منتشر شد.